# Bac Mòr
Bac Mòr és una illa deshabitada de les Hèbrides Interiors, situada al nord-oest d'Escòcia. Forma part del conjunt de les Treshnish. Per metonímia, l'illa s'anomena també pel nom del seu punt culminant, Dutchman's Cap, que fa referència a la forma del Bac Mòr vista de costat.

## Geografia
L'illa es troba orientada nord-est-sud-oest i es connecta pel sud-oest a l'illa de Bac Beag quan baixa la marea. Pel seu costat nord-est es troba l'illa de Lunga, a l'oest Tiree i a l'est Mull.
Bac Mòr la compon un altiplà situat a una trentena de metres d'alçada envoltat de penya-segats que formen arcs i coves naturals a la costa oest. Al seu centre se situa el cim de l'illa, el Dutchman's Cap («El barret del neerlandès»), de 86 metres d'altitud.

## Fauna i flora

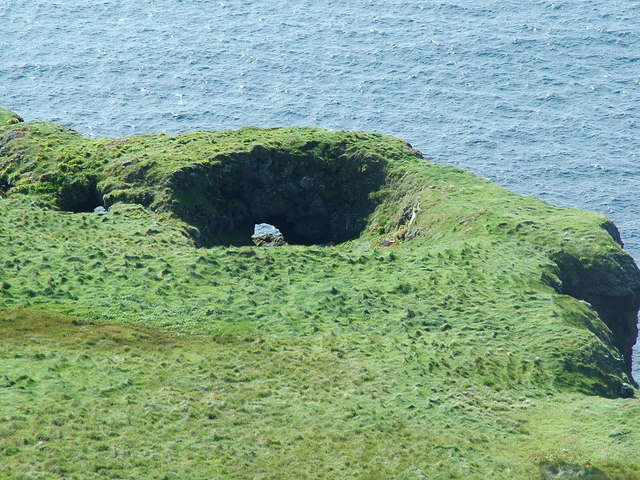
Arc natural a Bac Mòr.

Bac Mòr, com les altres illes de les Treshnish, s'inclou en una Zona d'especial protecció per a les aus, creada el 30 d'agost de 1994 gràcies a la seva vegetació formada de pastures i, sobretot, per la presència de nombrosos d'aus marines que hi nidifiquen com els escaterets o que hi hivernen com les oques de galta blanca. Els corbs marins, gavots o les foques grises són d'altres animals que habiten l'illa.